# Валадан, Ана Паула
Ана Паула Машадо Валадан Бесса (порт.-браз. Ana Paula Machado Valadão Bessa, род. 16 мая 1976) — бразильская певица, автор-исполнитель, писательница, телеведущая, лидер группы Diante do Trono В мире продано более 15 миллионов альбомов её группы.

## Биография
Родилась в семье пастора Марсио Валадана, основателя церкви Лагоинья. Старшая сестра Андре Валадана и Марианны Валадан. Музыкальная карьера Аны Паулы началась с участия в группе King’s Kids, с которой певица выпустила первый альбом, Expressão de Fé. Позднее она пела в хоре El-Shammah, с которым записала альбом Ele Tem Sido Fiel.
Валадан училась в Федеральном университете Минас-Жерайс, где изучала право, но бросила курс в 1996 году и поступила в Christ for the Nations Institute (CFNI), расположенный в Далласе, штат Техас, США. По возвращении в Бразилию начала сочинять песни и в 1998 году выпустила первый авторский альбом Diante do Trono. Его появление открыло слушателям группу Diante do Trono.
A 2000 году вышла замуж за пастора Густаво Бесса. Несколько лет безуспешно пыталась забеременеть и впоследствии описала свои усилия в альбоме Esperança, в особенностей в одноимённом треке с этого альбома. Во время записи следующего альбома, Ainda Existe Uma Cruz, Ана Паула уже была беременна, и 3 января 2006 года у неё родился сын Исак Валадан Бесса. 23 мая 2009 года она родила второго сына, Беньямина Валадана Бесса.
В августе 2009 переехала с семьёв в Даллас, где муж продолжил религиозное образование. При этом она писала, что покидать группу Diante do Trono не собирается и будет участвовать в крупных выступлениях. В мае 2011 года семья вернулась в Бразилию.
Вместе с группой Diante do Trono удостоилась более чем 30 музыкальных премий. В 2004 году из восьми номинаций на премию Troféu Talento Валадан выиграла семь, в том же году в нескольких категориях участвовала в конкурсе 38-й церемонии GMA Dove Awards с альбомом In The Father’s Arms. Diante do Trono совершала гастрольные поездки по странам Америки, Европы, Азии и Африки, во время которых Валадан играла роль лидера группы.
В июле 2012 года Ана Паула Валадан заняла 97 строчку в списке 100 самых влиятельных бразильцев всех времён по версии телевизионной сети SBT. В июле 2013 года её в числе представителей христиан страны пригласила на встречу президент Бразилии Дилма Русеф. В декабре того же года в американской версии Forbes Валадан была названа 89-й в списке наиболее влиятельных знаменитостей Бразилии.
В сентябре 2015 года Ана Паула Валадан представляла Бразилию и Латинскую Америку на Празднике кущей в Иудейской пустыне. В конце года 2015 она вместе с семьёй снова переехала в Даллас, где получила место преподавателя в CFNI и кафедру пастора в Gateway Church. В этот период певица выступала в различных церквях США, включая Международный дом молитвы и Университет Орала Робертса, и появлялась на телевидении.

### Diante do Trono
Ана Паула Валадан является лидером и ведущим вокалистом группы Diante do Trono с момента её основания в 1997 году при церкви Лагоинья. Общий тираж проданных группой альбомов превышает 15 млн экземпляров. Группа считается лучшим хором духовного пения в Латинской Америке и одним из лучших в мире.

## Дискография
См. статью «Ana Paula Valadão (Diante do Trono) discography»